# Gottfried Heinemann
Gottfried Heinemann (* 1949) ist ein deutscher Philosoph und Mathematiker mit Arbeitsschwerpunkt Naturphilosophie der griechischen Antike. Er hat die Physikvorlesung des Aristoteles vollständig neu übersetzt, deren erster Teilband 2021 in der Philosophischen Bibliothek erschien.

## Werdegang
Gottfried Heinemann studierte Mathematik, Physik und Philosophie in Marburg und Frankfurt am Main. Er erwarb sein Diplom in Mathematik 1974 in Marburg mit einer Arbeit Über einige konstruktive Konzeptionen für die reellen Zahlen. Er wurde 1977 an der Gesamthochschule Kassel von Bruno Bosbach mit einer Arbeit zur Theorie der Residuationsgruppoide in Mathematik zum Dr. rer. nat. promoviert. Er habilitierte sich 1981 in Philosophie mit der Arbeit Ein weiterer Versuch, Erkenntniskritik und Ökonomiekritik einander zu verbinden – ausgeführt entlang der Grundlagen der Mathematik ebenfalls in Kassel. Seit 1990 führte er ebenfalls dort die Bezeichnung eines außerplanmäßigen Professors für Philosophie mit dem Schwerpunkt Philosophie der Antike und wurde 2014 emeritiert.
Heinemann wurde am 24. April 2013 auf dem „International Colloquium on Aristotle“ zum Ehren-Fellow des Interdisziplinären Zentrums für Aristotelesstudien der Aristoteles-Universität Thessaloniki ernannt.

## Forschungsschwerpunkte
Heinemanns Forschungsschwerpunkte liegen auf der Naturphilosophie der Antike, insbesondere auf dem Naturbegriff, seinen Quellen und seinen Wandlungen. Er arbeitet in enger Auseinandersetzung mit dem antiken Text, mit Bezügen zu Alfred North Whitehead, aber auch zu Martin Heidegger. Er befand sich in engem Austausch mit dem Althistoriker Helmuth Schneider zum Technikbegriff in der Antike, in dessen Folge auch der Beitrag Heinemanns zum Neuen Pauly entstand. Er veröffentlichte auch zum Begriff der „Zeit“ zum „Organismus“ und zur Bedeutung der Antiken Medizin für die Philosophiegeschichte. Seine Materialien zur antiken Philosophie finden sich als Skript online, ebenso seine Arbeitsjournale zur Neuübersetzung der Physikvorlesung.

## Wissenschaftskommunikation
Heinemann wurde eingeladen, den ersten Denklehrpfad in Grebenstein als einen Aufstieg durch 2500 Jahre Philosophiegeschichte von Heraklit bis Wittgenstein inhaltlich zu begleiten. Hierzu wählte er dreizehn Zitate aus und übersetzte sie neu. Diese wurden in Steine geschnitten, die als Ruhebänke entlang des Wanderwegs aufgestellt wurden.
Ein allgemeinverständlicher Beitrag zum Wandel des Zeitbegriffs zwischen Antike und Gegenwart findet sich im Magazin der Universität Kassel.

## Publikationen (Auswahl)

### Übersetzungen
- Aristoteles, Physikvorlesung. Vollständig neu übersetzt von Gottfried Heinemann, 1. Teilband, Bücher I – IV (= Philosophische Bibliothek Band 737), Hamburg 2021, ISBN 978-3-7873-3870-2

### Monographien
- Die Fragilität der Weisheit. Vorgeschichten zu Platon, Kassel 2021, DOI: doi:10.17170/kobra-202012222862.
- Studien zum griechischen Naturbegriff, Teil I: Philosophische Grundlegung: Der Naturbegriff und die „Natur“, AKAN-Einzelschriften, Trier 2001.
- Technê und Physis. Drei Vorlesungen zum griechischen Naturbegriff. Kasseler Philosophische Schriften, Materialien und Preprints, Heft 2, Kassel 1999.
- Natura desiderata. Das Abstrakte am 'Gebrauchswert' und die Antinomien der Mathematik, Freiburg/München 1988.
- Ein Beitrag zur Theorie der Residuationsgruppoide. Diss. rer. nat., Kassel 1977.

### Herausgeberschaften
- u. Rainer Timme (Hrsg.), Aristoteles und die heutige Biologie: Vergleichende Studien (Lebenswissenschaften im Dialog 17), Freiburg 2018.
- (Hrsg.), Zeitbegriffe. Ergebnisse des interdisziplinären Symposiums “Zeitbegriff der Naturwissenschaften, Zeiterfahrung und Zeitbewußtsein” (Kassel 1983), Freiburg 1986.

### Artikel und Beiträge (Auswahl)
- „Material und Supervenienz bei Aristoteles“, in: Antike Naturwissenschaft und ihre Rezeption, Bd. 19, hg. von J. Althoff et al., Trier 2009, S. 47–59.
- „Die Entwicklung des Begriffs physis bis Aristoteles“, in: Physik / Mechanik, hg. von A. Schürmann (Geschichte der Mathematik und der Naturwissenschaften in der Antike, hg. von G. Wöhrle, Bd. 3), Stuttgart: Steiner, 2005, S. 16–60.
- „Platon, Aristoteles und die Kunsttheorie der klassischen griechischen Antike“, in: Klassiker der  Kunstphilosophie, hg. von S. Majetschak, München: Beck 2005, S. 14–36.
- „Nature, Matter, and Craft in Aristotle“, in: Aristotle and Contemporary Science, Vol. II, ed. by D. Sfendoni-Mentsou et al., New York etc.: Lang 2001, S. 23–36.
- „Natural Knowledge in the Hippocratic Treatise On Ancient Medicine“, in: Antike Naturwissenschaft und ihre Rezeption, Bd. 10, hg. von J. Althoff et al., Trier 2000, S. 13–41.
- Lemma „Physik“, in: Der Neue Pauly, hg. von H. Cancik und H. Schneider, Bd. 9, Stuttgart-Weimar 2000, Sp. 990–997.
- „Bemerkungen zum Naturbegriff“, 16. Deutscher Kongreß für Philosophie (Sektionsbeitrag), Berlin: TU 1993, S. 473–478.
- „To deinon - Prometheische Weisheit und archaischer Schrecken. Bemerkungen zum ersten Stasimon der Antigone“, in: Einsprüche kritischer Philosophie. Kleine Festschrift für Ulrich Sonnemann, hg. von W. Schmied-Kowarzik, Kasseler Philosophische Schriften 28, Kassel 1992, S. 31–48.
- „Zeit- und Prozeßstrukturen. Über die modale, die relationale und die teleologische Ordnung der Zeit“, in: Philosophisches Jahrbuch, 93/1, 1986, S. 110–134.

### Repositorien
- Gottfried Heinemann bei uni-kassel/academia.edu[2].
- Gottfried Heinemann auf dem ldap-Server der Universität Kassel[10].